# ميلان ماركوفيتش (لاعب كرة طائرة)
ميلان ماركوفيتش (20 يناير 1980 - ) هو لاعب كرة طائرة صربيا والجبل الأسود (وحمل سابقاً جنسية صربيا والجبل الأسود). شارك في الألعاب الأولمبية الصيفية 2004.

## وصلات خارجية
- ميلان ماركوفيتش على موقع أوليمبيديا (الإنجليزية)